# Negativní potvrzení
Záporné potvrzení NAK (nebo NACK, anglicky Negative Acknowledgment) používají některé komunikační protokoly pro zamítnutí právě přijaté zprávy nebo pro indikaci některých druhů chyb.
Mnoho protokolů používá pouze kladná potvrzení (ACK), což znamená, že potvrzují pouze dobře přijaté zprávy. Příkladem takového protokolu je Transmission Control Protocol (TCP).
Jiné protokoly používají pouze záporná potvrzení, což znamená, že odpovídají pouze na zprávy, které jsou chybné. K těmto protokolům patří většina protokolů pro spolehlivý multicast, které posílají NAK, když přijímač detekuje chybějící paket.
Další protokoly používají jak kladná, tak záporná potvrzení. Příkladem je protokol Bisync a Adaptive Link Rate pro Green Ethernet.
Speciální případem záporného potvrzení je prosté zaslání znaku NAK.